# Mahmud al-Ayyubi
Mahmud al-Ayyubi (arabisch محمود الأيوبي, DMG Maḥmūd al-Ayyūbī‎; * 1932; † 11. Oktober 2013) war ein syrischer Politiker und Mitglied der Baath-Partei. Er gehörte in dieser Partei zum liberalen Flügel. Er diente seinem Land vom 21. Dezember 1972 bis zum 7. August 1976 unter Präsident Hafiz al-Assad als Premierminister. In seine Amtszeit fiel der Oktoberkrieg 1973 gegen Israel.